# Siphonogorgia macrospina
Siphonogorgia macrospina är en korallart som beskrevs av Thomas Whitelegge 1897. Siphonogorgia macrospina ingår i släktet Siphonogorgia och familjen Nidaliidae. Inga underarter finns listade i Catalogue of Life.